# Glyptorhagada kooringensis
Glyptorhagada kooringensis é uma espécie de gastrópode  da família Camaenidae.
É endémica da Austrália.
Os seus habitats naturais são: áreas rochosas.
Está ameaçada por perda de habitat.